# 岡崎由紀子
岡崎 由紀子（おかざき ゆきこ　1960年11月5日 - ）は日本の脚本家。日本脚本家連盟、日本放送作家協会所属。山形県山形市出身。上智大学文学部哲学科卒業。脚本家として活躍する一方、演劇ユニット「ケロケロ団」を主宰している。株式会社アンドリーム（&REAM）所属。

## 主な作品

### テレビドラマ
フジテレビ
- 金曜エンタテイメント
  - 「津軽海峡ミステリー航路3」
  - 「着物デザイナー黛涼子の推理紀行4」
  - 「平成女の事件簿」
- 「白と黒」
- 「罪と女とミステリー 第1夜 森村誠一サスペンス・破婚の条件」
- 金曜プレステージ
  - 「山村美紗サスペンス・女検視官・江夏冬子～血だまりの滴～」
  - 「森村誠一女のサスペンス・捜査線上のアリア」
- 赤と黒のゲキジョー
  - 「山村美紗サスペンス赤い霊柩車34」

日本テレビ
- 「警視庁鑑識班16」

テレビ朝日
- 「彼と彼女の事情」
- 「女と男と物語」
- 「女刑事みずき〜京都洛西署物語〜」
- 「山村美紗サスペンス・伊勢志摩殺人事件」
- 「警視庁捜査一課9係」
- 「特捜9」
- 土曜ワイド劇場
  - 「7人のOLが行く!」
  - 「加賀百万石嫁とり殺人」
  - 「警視庁・女性捜査班」
  - 「おかしな刑事」
  - 「100の資格を持つ女〜ふたりのバツイチ殺人捜査〜」
  - 「家賃ハンター真鍋倫子の事件簿」
  - 「殺人披露宴」
  - 「女探偵・朝岡彩子 」
  - 「殺意を抱く女たち」
  - 「軽井沢殺しのレクイエム 」
- 「出入禁止の女〜事件記者クロガネ〜」
- 「TEAM -警視庁特別犯罪捜査本部-」
- 木曜ミステリー
  - 「京都潜入捜査官」
- 木曜ドラマ
  - 「彼と彼女の事情」
- 日曜プライム
  - 「庶務行員・多加賀主水4」

TBS
- 「水戸黄門」

NHK BSプレミアム
- 「大岡越前3」

テレビ東京
- 「ATHENA -アテナ-」
- 「かりゆし先生ちばる!」

### テレビアニメ
- 名探偵コナン

### 人形劇
NHK Eテレ
- 「こどもにんぎょう劇場大工と鬼六」
- 「こどもにんぎょう劇場とら猫とおしょうさん」

### テレビ番組
- 「たっくんのオモチャ箱」
- 「ひとりでできるもん!」

### オリジナルビデオ
- 「失踪花嫁と呼ばれて」

### 映画
- 「アイ・ラヴ・ユー」

### 書籍
- 「アイ・ラヴ・ユー」（ひくまの出版） ISBN 9784893172372